# Candice Dupree
Candice Dupree (Oklahoma City, 16 agosto 1984) è un'ex cestista statunitense, professionista nella WNBA.

## Carriera
È stata selezionata dalle Chicago Sky al primo giro del Draft WNBA 2006 con la 6ª chiamata assoluta.

## Palmarès
- Campionessa WNBA (2014)
- WNBA All-Rookie First Team (2006)
- Migliore nella percentuale di tiro WNBA (2010)